# Сушиновский сельсовет
Сушиновский сельсовет — сельское поселение в Уярском районе Красноярского края.
Административный центр — село Сушиновка.
В 1989 году из Сушиновского сельсовета был выделен Сухонойский сельсовет.

## История
Статус и границы сельского поселения установлены Законом Красноярского края от 18 февраля 2005 года № 13-3040 «Об установлении границ и наделении соответствующим статусом муниципального образования Уярский район и находящихся в его границах иных муниципальных образований»

## Население
| 2010 | 2012  | 2013  | 2014  | 2015  | 2016  | 2017  |
| ---- | ----- | ----- | ----- | ----- | ----- | ----- |
| 1162 | ↘1127 | ↗1128 | ↘1107 | ↘1096 | ↗1099 | ↘1095 |

## Состав сельского поселения
В состав сельского поселения входят 4 населённых пункта:
| № | Населённый пункт | Тип населённого пункта       | Население |
| - | ---------------- | ---------------------------- | --------- |
| 1 | Луково           | деревня                      | 19        |
| 2 | Новомихайловка   | деревня                      | 69        |
| 3 | Семёновка        | деревня                      | 232       |
| 4 | Сушиновка        | село, административный центр | 842       |

## Местное самоуправление
Сушиновский сельский Совет депутатов
Дата избрания: 14.03.2010. Срок полномочий: 5 лет. Количество депутатов:  10
Глава муниципального образования
- Маслов Андрей Юрьевич. Дата избрания: 14.03.2010. Срок полномочий: 5 лет